# Lepocreadium bravoae
Lepocreadium bravoae är en plattmaskart. Lepocreadium bravoae ingår i släktet Lepocreadium och familjen Lepocreadiidae. Inga underarter finns listade i Catalogue of Life.